# قانون حقیقی
قانون حقیقی (لهستانی: Prawo Agaty) یک مجموعهٔ تلویزیونی درام حقوقی لهستانی است که در سال ۲۰۱۲ منتشر شد.

## بازیگران

### اصلی
- آگنیشکا دیگانت
- داریا ویدافسکا
- توماش کارولاک
- لشک لیخوتا
- ماوگوژاتا کوژوخوفسکا
- ماریان اوپانیا
- کاتاژینا زاوادسکا

### دوره‌ای
- توماش ددک
- بارتومیئی شویدرسکی
- ماریوش بوناشفسکی
- کاتاژینا کویاتکوفسکا
- داوید زاوادزکی
- ماریا پاکولنیس
- کارولینا کومینک
- یان فریچ
- آنا درشوفسکا
- ماوگوژاتا پیچینسکا
- میروسواف باکا
- اِوا بوروویک
- ماگدالنا والاخ
- اریک لوبوس
- لخ واتوتسکی
- میخاو برایتن‌والد
- پیوتر ژورافسکی
- بئاتا بوچک-ژارنتسکا

### گزیدهٔ بازیگران میهمان
- دامیان دامینتسکی
- آنا ایلچوک
- آنا گریتسویچ
- آنا چیِشلاک
- آنا اسمووُویک
- مارک لواندوفسکی
- ماوگوژاتا لیپمان
- روبرت چبوتار
- رومن گانتسارچیک
- توماش تیندیک
- اریک کولم
- یانوش اونوفروویچ
- یژی واپینسکی
- گژگوش پشیبیو
- یاکوب کامینسکی
- میخاو میکووایچاک
- داگمارا بونک
- آدام بوبیک
- پیوتر نواک
- کارول پوخچ
- ماگدالنا تورچنیه‌ویچ
- کشیشتف چچوت
- بوگوسواوا پاولتس
- نوربرت راکوفسکی
- ماگدالنا کاتسپشاک
- آنا ماتیشاک
- سیلویا بورونی
- وویچیخ مالایکات
- میخاو مِـیِر
- توماش بواشاک
- رادوسواف کشیژوفسکی
- مودست روچینسکی
- هالینا اسکوچینسکا
- یاتسک کرول
- نیکودم رزبیتسکی
- پاوئو توخولسکی
- پیوتر گرابوفسکی
- مونیکا گوژجیک
- ووجیمیش آدامسکی
- مارِک شودیم
- کامیلا بار
- آندژی نیمیرسکی
- باربارا لائوکس
- میخاو وُدارچیک
- آرکادیوش دِتمر
- شیمون کوشمیدر
- پاوئو نوویش
- لیدیا سادووا
- یاتسک دوماینسکی
- توماش بورکوفسکی
- ایلونا خوینوفسکا
- آندژی آندژیفسکی
- داریوش شیاستاچ
- دوبرومیر دیمتسکی
- استانیسواف باناشوک
- مارک بارگیه‌ئوفسکی
- تادئوش وویتیخ
- گژگوش ماوِتسکی
- پیوتر بوروفسکی
- آلدونا یانکوفسکا
- یوآنا کوپینسکا
- هوبرت زدونیاک
- ماچئی کویافسکی
- زبیگنیف لِـشِنی
- آنیتا یانچا
- مارچین هیکنار
- ماچئی مارچفسکی
- امیلیا کومارنیتسکا-کلینسترا
- الکساندر بدناش
- لئون خارِویچ
- رافائو مور
- یان الکساندروویچ-کراسکو
- والدمار بواشچیک
- توماش ماندس
- فیلیپ پوآویاک
- ماگدالنا کوتا
- میکووای رُزنرسکی
- داریوش یاکوبوفسکی
- ووکاش گارلیتسکی
- آندژی نِـیمان
- آگنیشکا چکاینسکا
- هالینا روویتسکا
- بئاتا کافکا
- یاتسک لنارتوویچ
- یولیتا کوژوشک-بورسوک
- یواخیم لامژا
- پیوتر شیفکیـِویچ
- دانوتا بورسوک
- کاتاژینا ز. میخالسکا
- ماچئی روباکیویچ
- وویچیخ چروینسکی
- یولانتا ژوئوموفسکا
- داریوش کوردِک
- کاتاژینا بارگیه‌ووسکا
- مونیکا کشیفکوفسکا
- بارتوئومیئی فیرلت
- آندژی کونوپکا
- مارتا کلوبوویچ
- میه‌چیسواف مورانسکی
- هالینا وابونارسکا
- ماریوش یاکوس
- هنریک نیه‌بودک
- کارولینا پُرکاری
- سزاری ووکاشویچ
- آندژی دِسکور
- میخاو کولا
- زجیسواف کوژنیار
- یان یانکوفسکی
- وویچیخ سولاش
- ادوین پتریکات
- بارتوش اُبوخوویچ
- مارتا دوبتسکا
- ماچئی میکووایچیک
- الکساندرا یوستا
- الژبیتا کارکوشکا
- آندژی ماستالِـش
- پشمیسواف بلوشچ
- مارچین پرخوچ
- ماریوش درنژک
- مارک بارباشیویچ
- آگنیشکا وُسینسکا
- سیلویا یوشچاک-کراوچیک
- اِوا کوزیک-فلورچاک
- اِوا یاکوبوویچ
- الکساندرا پولووفسکا
- لشک پیسکورش
- کارولینا آدامچیک
- کاتاژینا خشانوفسکا
- ماریا مامونا
- میخاو چرنتسکی
- کارینا سورین
- توماش درابک
- وویچیخ کالاروس
- یژی شیبال
- یوانا یژفسکا
- یوانا اُپوزدا
- آنتونی کرولیکوفسکی
- ماریوش زانیفسکی
- آدام تسیفکا
- آنتونینا خروشی
- ماوگوژاتا نیمیرسکا
- کارولینا موشالاک
- میکلای کراوچیک
- دومینیکا کلوژنیاک
- ماگدالنا والیگورسکا-لیشیتسکا
- یاتسک براچیاک
- گابریلا موسکاوا
- ماگدالنا پوانتا
- میخاو رولنیتسکی
- ماوگوژاتا روژنیاتوفسکا
- ایوونا رولویچ
- اِوا کائیم
- گراژینا استراخوتا
- اِوا وِنتسل
- دوروتا لاندوفسکا
- هانا دونوفسکا
- کاتاژینا گالیتسا
- کشیشتف استلماژیک
- رادوسواف پازورا
- هانا بینیشوویچ
- الژبیتا کیوفسکا
- لخ ماتسکیه‌ویچ
- کارولینا پیخوتا
- آگاتا کولشا
- بارتوش گلنر
- کاتاژینا گنیفکوفسکا
- دوروتا پومیکاوا
- زبیگنیف استرئی
- آندژی ژیلینسکی
- مونیکا دریل
- یاتسک پونیه‌جاویک
- میروسواف هانیشفسکی
- بئاتا شچیباکوفنا
- یوآنا کوروفسکا
- آنا بوروویتس
- ماگدالنا شیبال
- ورونیکا خومای
- آنا نوواک
- مایا بارئوکوفسکا
- الگا ساژینسکا
- پاتریتسیا سلیمان
- سونیا بوخوشیه‌ویچ
- یوآنا لیشوفسکا
- کاتاژینا ماچونگ
- ماگدالنا مودرا
- مونیکا پیکووا
- آنا پروس
- الژبیتا رومانوفسکا
- اِوا سروا
- کاتاژینا آنکودوویچ
- الکساندر میکووایچاک
- اِوا داوْکوفسکا
- داوید اوگروتنیک
- یان ویچورکوفسکی
- بارتوئومیئی توپا
- ادوارد لینده-لوباشنکو
- میئوگوست رچک
- ماچئی موسیاو
- یولیا گرنت-اسکات
- ماریا گوادگوفسکا
- رافائو کرولیکوفسکی
- آگنیشکا وارخولسکا
- ماگدالنا چروینسکا
- ماگدا گرانژیوفسکا
- اِوا کاسپژیک
- پیوتر یاکوفسکی
- آندژی بلومنفلد
- یولانتا لوت
- شیمون بوبروفسکی
- ماوگوژاتا بوچکوفسکا
- کشیشتف پیه‌چینسکی
- آندژی پیچنسکی
- مارتا والشیاک
- آگنیشکا واگنر
- زجیسواف واردین
- ماوگوژاتا فورمنیاک
- مارچین چارنیک
- پاوئو دوماگاوا
- لائورا برژکا
- کاتاژینا هرمان
- مارک فرانتسکوویاک
- آگنیشکا ژولفسکا
- ماگدالنا گورسکا
- دومینیکا واکومسکا
- یرژی ماتاووفسکی
- ماچئی زاکوشچیلنی
- کینگا ایلگنر
- ایرنئوش چوپ
- یولانتا یاتسکوفسکا-چوپ
- آنیتا سوکووفسکا
- مایا هیرش
- مارتا خودوروفسکا
- آنا رادوان
- پشمیسواف سادوفسکی
- یوآنا پوکویسکا
- مارتا نیرداکیویچ
- اولگا کالیتسکا
- ماگدالنا نیچ
- سزاری مورافسکی
- ماریتا ژوکوفسکا
- یوآنا ژووکوفسکا
- بوژنا استاخورا
- ماگدالنا لامپارسکا
- ماگدالنا چلتسکا
- آنا پروخنیاک
- آگنیشکا ماندات
- زوفیا دومالیک
- میخاو ژورافسکی
- اوروشولا گرابوفسکا
- برنادتا ماخائو-کژمینسکا
- کشیشتف کوالفسکی
- دانوتا کووالسکا
- الکساندرا نیشپیلاک
- آندژی پرسیگس
- دومینیکا خوروشینسکا
- مونیکا اوبارا
- ایلونا اوستروفسکا
- آنا میلفسکا
- ویکتوریا گونشیفسکا
- رابرت گونرا
- یوآنا اورلئانسکا
- الژبیتا یندژیفسکا
- پیوتر گوئوواتسکی
- ماوگوژاتا زایاژکوفسکا
- یان پنچک
- پائولینا خروشچل
- آلکساندرا کونیچنا
- ویتولد دنبیتسکی
- دومنیکا اوستاووفسکا
- بارتوش اوپانیا
- ووکاش پاوووفسکی
- ماتئوش دامینتسکی
- پیوتر میازگا
- یاتسک روزنک
- بئاتا خروشچینسکا
- کینگا پرایس
- پیوتر کوزووفسکی
- اِوا ماکوماسکا
- رناتا دانتسه‌ویچ
- رناتا برگر
- آگنیشکا شیتک
- یاتسک کوپچینسکی
- سواوومیرا وژینسکا
- پیوتر رنکاویک
- اِوا اسکیبینسکا
- زبیگنیف سوشنسکی
- مونیکا بُلی
- کاتاژینا سافچوک
- ماریان جنجل
- گژگوش وارخوئو
- وویچیخ متسفالدوفسکی
- سباستیان استانکیه‌ویچ
- آرکادیوش یانیچک